# Love More
Singles de Chris Brown featuring Nicki Minaj
Don't Think They Know
(17 juin 2013) Loyal
(19 décembre 2013)
Love More est une chanson RnB du chanteur américain Chris Brown en featuring avec la chanteuse trinidadienne Nicki Minaj sortie le 16 juillet 2013 sous format numérique. Le single est extrait de son 6e album X (2013). La chanson a été produite par FRESHM3N III.

## Contexte
Des parties de "Love More" ont été dévoilées en avant-première aux BET Awards de 2013, avec Don't Think They Know et Fine China. MTV a salué la performance du chanteur en déclarant : « Brown a frappé la scène avec ses danseurs, arborant une veste en cuir noir alors que tous les membres de son équipage enfilent des pulls molletonnés avec un néon "X". À travers eux, un clin d'œil à son prochain album dont la sortie était prévue pour le 16 juillet 2013. Pour Fine China, Chris Brown a gardé la même thématique, avec des images de dragons de feu chinois et de lanternes clignotant sur l'écran LED derrière lui, en il a livré sa chorégraphie impeccable habitude. »
Le 29 mars 2013, Brown avait confirmé que Minaj apparaîtrait sur son prochain album. Minaj a dit plus tard que le rythme de la chanson est très stupide et que ses fans aller l'aimer. Le 30 juin, la première de la chanson fut présentées comme une performance en direct par Brown et Minaj à l'ouverture des BET Awards de 2013. Le nom de la chanson a également été confirmée comme étant "Love More".
La piste était prévu pour être publié en même temps que l'ensemble de l'album le 16 juillet, mais, pour des raisons inconnues, la sortie a été annulée. Minaj a été interrogé sur la chanson et elle répond: «Dans une semaine», le 16 juillet. Le clip officiel a été mis en ligne le 17 août par le site Vevo.

## Clip vidéo
Le clip a été tourné le 2 août 2013, à Los Angeles, en Californie et a été dirigé par Brown lui-même. La vidéo sort sur Vimeo, le 17 août 2013. Il y conduit certains de ses amis dans une boîte de nuit en voiture, et pendant qu'un passager lui parle, il allume la radio et la chanson commence. Au club, Brown est décidé à flirter, et donc chante et joue de danses synchronisées avec ses chorégraphes, tandis que de multiples apparitions de Nicki sont présentées où elle se pavane et fait ses insinuations sexuelles habituelles.

## Réception critique
Billboard fait l'éloge du single déclarant : « lascif et sûr d'être un favori de clubs ». AllHipHop a également publié un bilan positif en déclarant : « Au cours de frénétiques battements de club d'inspiration dubstep, Nicki et Brown échange des insinuations sexuelles, avec des analyses du parti et leurs propres marques d'amour ».

## Liste des pistes
- Téléchargement numérique[1]

1. Love More – 3:09